# Okoa
Okoa är en ort i Kamerun.   Den ligger i regionen Centrumregionen, i den södra delen av landet, 16 km nordost om huvudstaden Yaoundé. Okoa ligger 656 meter över havet och antalet invånare är 3 358.
Terrängen runt Okoa är platt. Trakten runt Okoa är ganska tätbefolkad, med 58 invånare per kvadratkilometer. Närmaste större samhälle är Yaoundé, 15,9 km sydväst om Okoa. I omgivningarna runt Okoa växer i huvudsak städsegrön lövskog.